# Hemionitis persica
Hemionitis persica là một loài dương xỉ trong họ Pteridaceae. Loài này được Christenh. mô tả khoa học đầu tiên năm 2018.